# Alvin Harrison
Alvin Harrison (Orlando, 20 de janeiro de 1974) é um velocista e campeão olímpico norte-americano, especilaizado nos 400 m rasos.
Conquistou a medalha de ouro olímpica no revezamento 4x400 m em Atlanta 1996, junto com os compatriotas LaMont Smith, Derek Mills e Anthuan Maybank. Quatro anos depois, em Sydney 2000, conquistou a prata nos 400 m e novamente o ouro nos 4x400 m, ao lado do irmão gêmeo Calvin Harrison, de Michael Johnson e Antonio Pettigrew, na primeira e única vez na história dos Jogos em que dois irmãos gêmeos ganharam uma medalha de ouro na mesma prova. Entretanto, todos os quatro integrantes deste revezamento tiveram suas medalhas cassadas em 2008, após a descoberta de que um dos velocistas do time, Pettigrew, havia corrido dopado. A medalha de ouro foi transferida para a equipe da Nigéria, segunda colocada em Sydney.
Harrison não competiu em Atenas 2004 devido a evidências circunstanciais do uso de substâncias proibidas. Em outubro de 2004, ele aceitou uma suspensão de quatro anos por doping. Em 2008, após cumprir a  suspensão, apoiado por sua esposa e pelo também velocista amigo Felix Sanchez, ambos dominicanos, Harrison passou a competir pela República Dominicana após uma "transferência de fidelidade", status de nacionalidade concedido pela IAAF, em alguns casos, para atletas nascidos em um país que decidam competir por outro.
Harrison competiu pelo novo país no Campeonato Mundial de Atletismo de 2009, em Berlim e no Campeonato Mundial de Atletismo em Pista Coberta de Doha, Qatar, em 2010, sem contudo conseguir levar a equipe a conquistar medalhas. Seu trabalho mais importante no atletismo dominicano, porém, foi auxiliar na completa reestruturação e reforma da Federación Dominicana de Asociaciones de Atletismo, que levou à implementação de programas de alta performance atlética, permitindo, entre outros, o surgimento do velocista dominicano Luguelín Santos, que seria campeão mundial júnior dos 400 m em Barcelona 2012  e  medalha de prata olímpica em Londres 2012, com apenas 18 anos de idade.